# Cratere Valeria
Valeria è un cratere d'impatto presente sulla superficie di Titania, il maggiore dei satelliti di Urano, a 34,5° di latitudine sud e 4,2° di longitudine est. Il suo diametro è di quasi 60 km.
Il cratere è stato battezzato dall'Unione Astronomica Internazionale con riferimento ad un personaggio della tragedia shakespeariana Coriolano, la matrona romana Valeria.